# 北海道道234号美河三石停車場線
北海道道234号美河三石停車場線（ほっかいどうどう234ごう みかわみついしていしゃじょうせん）は、北海道日高郡新ひだか町内を結ぶ一般道道である。

## 概要
- 鳧舞川（けりまいがわ）右岸に沿って走る。

### 路線データ
- 起点：北海道日高郡新ひだか町三石川上
- 終点：北海道日高郡新ひだか町三石旭町（JR北海道 日高本線 日高三石駅跡）
- 総延長：18.4km

### 重複区間
- 国道235号　三石鳧舞（けりまい） - 三石旭町
- 北海道道534号富沢日高三石停車場線  三石旭町

## 歴史
- 1957年（昭和32年）3月30日 - 133号として路線認定[1]。
- 1994年（平成6年）10月1日 - 路線番号を234号に変更[2]。

## 地理

### 通過する自治体
- 日高振興局
  - 日高郡新ひだか町

### 主な接続道路
新ひだか町
- 北海道道746号高見西舎線 - 三石川上
- 北海道道1025号静内浦河線 - 三石本桐
- 国道235号 - 三石鳧舞、三石旭町（重複）
- 北海道道534号富沢日高三石停車場線 - 三石旭町（重複）